# Anemia mirabilis
Anemia mirabilis är en ormbunkeart som beskrevs av Alexander Curt Brade. Anemia mirabilis ingår i släktet Anemia och familjen Anemiaceae. Inga underarter finns listade.